# Peter Shaffer
Peter Shaffer FRSL (Liverpool, 1926 - 6 de juny de 2016) fou un dramaturg i guionista de cinema i de televisió anglès.

## Obra dramàtica
- The Salt Land (1954)
- Balance Of Terror (1957)
- The Prodigal Father (1957)
- Five Finger Exercise (1958)
- The Private Ear and The Public Eye (1962)
- The Establishment (1963)
- The Merry Roosters Panto (1963)
- The Royal Hunt of the Sun (1964)
- Black Comedy/White Lies (1967)
- The Battle of Shrivings (1970)
- Equus (1973)
- Amadeus (1979)
- Black Mischief (1983)
- Yonadab (1985)
- Lettice and Lovage (1987)
- This Savage Parade (1987)
- Whom Do I Have The Honour Of Addressing? (1990)
- The Gift of the Gorgon (1992)

## Traduccions al català
- Amadeus. Traducció de Maria Dolors Vilarasau i Lluís Ferraz. 1986
- Equus. Traducció de Jordi Arbonès. 1994
- Letícia. Traducció de M. Pilar Aguilar. 1994
- Comèdia negra.